# Biznes (film)
Biznes (org. The Business) – dramat wyprodukowany w Wielkiej Brytanii w 2005 roku.

## Opis fabuły
Lata 80. Frankie (Danny Dyer) mieszka wraz z matką, oraz jej konkubentem w południowym Londynie. Widząc, że jest przez niego katowana, postanawia go zabić. W pełni świadomy konsekwencji postanawia uciec z kraju do słonecznej Hiszpanii, gdzie ma dostarczyć przesyłkę dla właściciela miejscowego klubu, Charliego (Tamer Hassan) - który postanawia zatrudnić go jako kierowcę.

## Obsada
- Danny Dyer – Frankie
- Tamer Hassan – Charlie
- Geoff Bell – Samy
- Georgina Chapman – Carly
- Eddie Webber – Ronnie
- Adam Bolton – Danny
- Linda Henry – Shirley
- Roland Manookian – Sonnie
- Arturo Venegas – The Mayor
- Camille Coduri – Nora
- Sally Watkins – Mum
- Andy Parfitt – Andy
- Michael Maxwell – Jimmy